# Bonner Bürgerverein

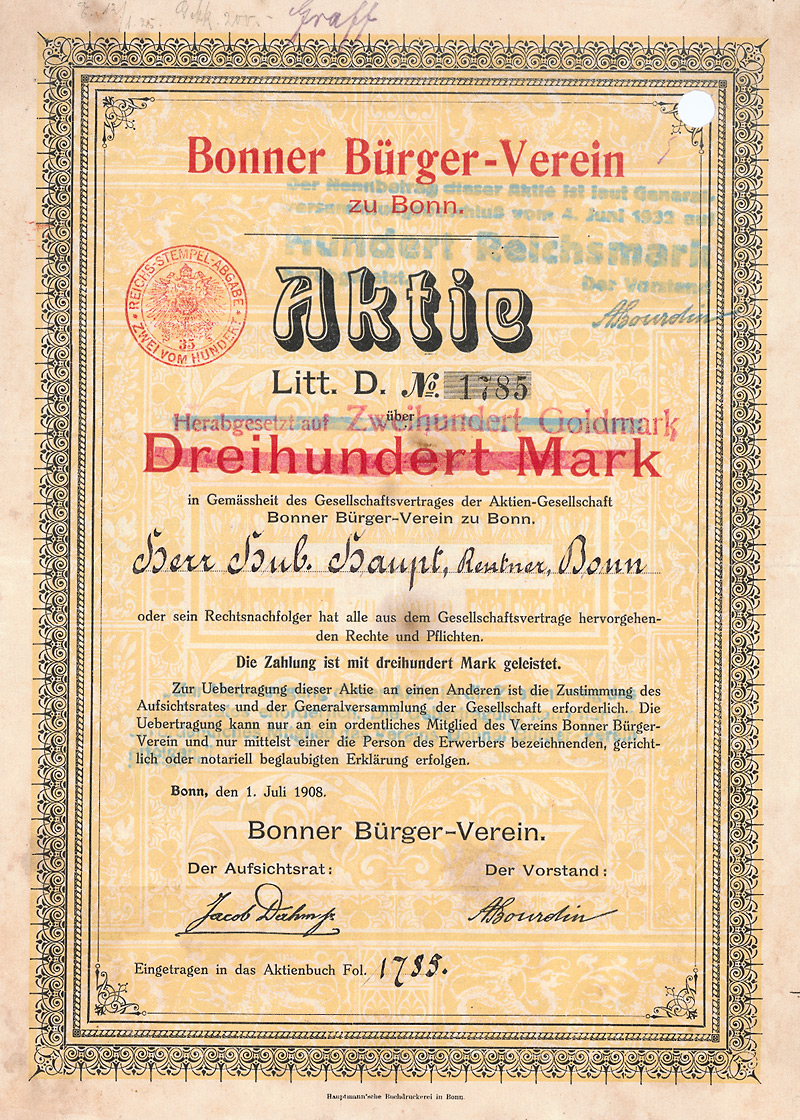
Namensaktie (Lit. D zu 300 Mark) der AG Bonner Bürger-Verein vom 1. Juli 1908

Der Bonner Bürgerverein war ein Geselligkeitsverein in Bonn, der 1862 gegründet und 1986 aufgelöst wurde. Das Vereinshaus stand von 1910 bis 1969 an der Ecke Poppelsdorfer Allee / Kronprinzenstraße (heutige Prinz-Albert-Straße). Es war von 1949 bis 1965 Spielstätte des Bonner Stadttheaters.

## Vereinsgeschichte
Nach 1848 gärte es auch im aufgeklärten Bonner Bildungsbürgertum. Insbesondere in der Lese, dem intellektuellen Zentrum am Rheinufer, diskutierten die Studenten über die religionskritischen Werke ihrer ehemaligen Bonner Kommilitonen Karl Marx, Friedrich Nietzsche und Heinrich Heine, deren Schriften allesamt auf dem Index der römisch-katholischen Kirche standen. Sie wurden so kontrovers diskutiert, dass eine nicht geringe Anzahl streng katholischer Lese-Mitglieder (zusammen mit den Klerikern und den Professoren der Religionswissenschaften an der Bonner Universität) der konfessionellen Auseinandersetzungen überdrüssig wurden und sich zurückzogen, unter Protest ihren Austritt erklärten und sich Bestrebungen anschlossen, einen weniger politisch-kritischen Verein zu gründen.
1862 resultierten diese Bestrebungen in der Gründung des Bonner Bürgervereins, einer Gesellschaft zur gemeinnützigen Belehrung, geselligen Unterhaltung und kulturellen Fortbildung, durch eine Anzahl christlicher Bürger, Handwerksmeister, gewerblicher Mittelständler, Manufaktur-Eigner, Geistlicher, Theologiestudenten und Religionslehrer.
1871 wurde der Bonner Bürgerverein in die Rechtsform einer Aktiengesellschaft überführt, als Unternehmenszweck wurden der Betrieb eines Gesellschaftshauses und einer Weinhandlung registriert. Das Aktienkapital betrug zunächst 120.000 Mark, wurde 1899 auf 300.000 Mark aufgestockt und 1907/1908 auf 600.000 Mark verdoppelt.
Der Bonner Bürgerverein löste sich 1986 auf.

## Bonner Bürgervereinshaus
1907 fand ein Architekturwettbewerb für den Neubau eines Gesellschaftshauses des Bonner Bürgervereins statt. Als gleichrangig beste Entwürfe wurden der des Architekturbüros Schreiterer & Below (Köln) und der des Architekten Heinrich Mattar (Köln) mit jeweils 1.000 Mark prämiert. Ausgeführt wurde der Bau aber schließlich durch den Bonner Architekten Karl Thoma, der einen imposanten Gebäudekomplex vorsah. Er wurde 1909–1910 am Beginn der Poppelsdorfer Allee, auf dem Eckgrundstück zur Kronprinzenstraße (heutige Prinz-Albert-Straße), in unmittelbarer Nähe zur Unterführung der Eisenbahngleise ausgeführt. Das neue Gesellschaftshaus war ein viergeschossiger Monumentalbau mit einer zwischen Historismus, Jugendstil und Neoklassizismus schwankenden Architektur, großen Fensterbahnen in den Obergeschossen (für die dahinterliegenden Säle) und einem voluminösen Dach.
Das Gebäude beherbergte im Erdgeschoss die Restaurationsräume mit einem Gartencafé (einer Terrasse zur Poppelsdorfer Allee) und im rückwärtigen Teil drei Kegelbahnen. An der Kronprinzenstraße befand sich eine große Treppe mit dem Portal zum Großen Festsaal. In den Obergeschossen waren Clubräume, Gesellschafts- und Konferenzräume sowie Leseräume mit Bibliothek. Das Kellergeschoss bestand aus gemauerten Tonnengewölben mit sich kreuzenden Durchdringungen und beinhaltete eine kühle Lagerstätte für Bierfässer sowie – nach mündlicher Überlieferung – 100.000 Weinflaschen.
Das Bürgervereinshaus überstand die Bombenangriffe im Zweiten Weltkrieg relativ unversehrt. Nach einigen Umbauten diente der Große Festsaal ab 1949 als Theatersaal der städtischen Bühnen, die vorher von 1945 bis 1949 in der Aula des unzerstörten städtischen Clara-Schumann-Gymnasiums gespielt hatten. Am 1. September 1949 fand dort auch die erste konstituierende Sitzung der CDU/CSU-Bundestagsfraktion statt 1965 war der Neubau des Bonner Stadttheaters am Rheinufer bezugsfertig, sodass das Bürgervereinshaus fortan überwiegend leerstand.
Aufgrund der gesellschaftlich-kulturellen Entwicklung verloren Geselligkeitsvereine wie der Bonner Bürgerverein an Attraktivität, einzig das Restaurant überlebte. In den jetzt mehr und mehr frei werdenden Gewölbekellern wurden die Jazz-Keller „Rainbow-Dance-Club“ und „The Swinging-Pool“ eingerichtet. Die Bonner „Beat-Szene“ übernahm 1963 letztlich die Kellergewölbe und schuf in diesen den „Bus Stop“. Dieser Name rührt daher, dass der Clubeingang direkt vor der Bus-/Straßenbahnhaltestelle Kronprinzenstraße lag und der Eingangsbereich mit alten Bussitzen möbliert war. Später wurde der Name als eine Referenz auf einen Top-Hit der Beatgruppe The Hollies verstanden. Besonders mit dem „1600 Club“ (eine Anspielung auf die Sittenpolizei und den Jugendschutz) wurde der Keller zu einem der bedeutendsten Treffpunkte der über 16-jährigen Jugendlichen aus dem Bonner Raum. Hier konnten sich die Teenager austoben und bis zur Sperrstunde abtanzen, um in heißen Sommernächten anschließend eine kühle Dusche im Kaiserbrunnen (gegenüber der Kaiserhalle) zu nehmen. Später wurde auch die ehemalige Nachtbar Tabu für Beat-Konzerte genutzt. Die letzte große Musikveranstaltung im Großen Festsaal der Bonner Bürgervereins war das Gastspiel der international bekannten britischen Beatband The Kinks.
Das Bürgervereinshaus wurde am 22. März 1969 gesprengt bzw. abgerissen. Bis 1972 wurde an dieser Stelle nach einem Entwurf des Bonner Architekten Ernst van Dorp das Hotel Bristol erbaut.